# Бірчанська волость
Бірчанська волость — адміністративно-територіальна одиниця Зміївського повіту Харківської губернії з центром у слободі Бірки.
Станом на 1885 рік складалася з 2 поселень, 3 сільських громад. Населення — 1767 осіб (880 осіб чоловічої статі та 887 — жіночої), 278 дворових господарств.
|                     | Площа, десятин | У тому числі орної, дес. |
| ------------------- | -------------- | ------------------------ |
| Сільських громад    | 1567           | 1426                     |
| Приватної власності | 628            | 395                      |
| Казенної власності  | 1640           | 1126                     |
| Іншої власності     | 48             | 33                       |
| Загалом             | 3883           | 2980                     |

Основне поселення волості:
- Бірки — колишня власницька слобода при річці Джгуна за 25 верст від повітового міста, 1628 осіб, 273 двори, православна церква, школа, 3 лавки. За 3 версти — залізнична станція.

Найбільше поселення волості станом на 1914 рік:
- слобода Бірки — 2791 мешканець.